# Susanne Nickel
Susanne Nickel (* 1967 in Schmalkalden; † 2016 in Halle) war eine deutsche Buchkünstlerin.

## Leben und Werk
Nach einer Berufstätigkeit als Erzieherin bildete sie sich von 1989 bis 1991 zur Buchbinderin aus und studierte anschließend an der Burg Giebichenstein Kunsthochschule Halle Malerei und Grafik/Buchkunst. Sie schloss ihr Studium 1996 mit der Diplomarbeit Surrealismus in der Buchkunst ab. Mit Veronika Schäpers und Frauke Otto gründete die heute nicht mehr existierende Buchkünstlergruppe "á3"; seit 1997 war sie freischaffend in Halle ansässig.
Susanne Nickel schuf surreal anmutende Künstlerbücher, Unikate und Objekte in kleinen Auflagen. Sie arbeitete mit Gummi-, Stempel- und Siebdruck, Schablonenschrift, Zeichnung und Übermalungen. Für ihre Collagen verwendete sie auch Motive aus alten Büchern und Zeitschriften, wie Kinderbuch-Illustrationen oder alte Anatomieabbildungen und Handschriftliches aus Poesiealben, die sie auf Flohmärkten gefunden hatte. Sie illustrierte Texte und Gedichte von Hilde Domin, Federico Garcia Lorca, Ulrike Draesner (Als der Hund starb, kaufte sie sich ein neues Kleid), Günter Herburger, Ernst Meister und experimentelle Lyrik von José F. A. Oliver. Die Kurzgeschichte Wir basteln uns einen Mann von Margaret Atwood wählte sie als Vorlage für ein 16-seitiges Buch im Siebdruckverfahren.
Arbeiten der Stipendiatin der Kunststiftung des Landes Sachsen-Anhalt (2007 und 2012) finden sich unter anderem in folgenden Sammlungen: Museum für angewandte Kunst (Wien), Museum of Modern Art, New York, Österreichische Nationalbibliothek, Wienbibliothek und vielen weiteren internationalen öffentlichen und privaten Sammlungen.
Nickel nahm regelmäßig an der Frankfurter Buchmesse, der Leipziger Buchmesse, der Minipressenmesse Mainz, der editionale Köln und dem Poetenfest Erlangen teil.

## Auszeichnungen
- 2005 Kunstpreis des Förderkreises Neues Kunsthaus Ahrenshoop

## Ausstellungen
- 2014: Südliche Winde. Susanne Nickel. Einzelausstellung in der Galerie DRUCK & BUCH, Wien
- 2010: Zweischneidig, Kunsthaus am Markt, Schmalkalden
- 2010: Raum für Kunst und Literatur, Basel
- 2008: Kunsthaus am Markt, Schmalkalden
- 2007: Abschied – Künstlerbücher und Objekte. EZ, Kunststation Kleinsassen[4]
- 2006: Kleine Galerie in Roßdorf
- 2006: Ausstellung in der Galerie für Druck und Buch, Tübingen

## Publikationen (Auswahl)
- Das Künstlerbuch III, Neues Kunsthaus Ahrenshoop, 2005
- Ahrenshooper Seiten, Künstlerhaus Lukas, Edition Hohes Ufer, Ahrenshoop 2008
- Venusse, Künstlerbuch mit Hartmut Andryczuk, Hybriden Verlag, Berlin 2014